# Steyr Traktoren
Steyr Landmaschinentechnik AG je avstrijski proizvajalec traktorjev. Podjetje je v svoji zgodovini zgradilo več kot 500 tisoč traktorjev. V obdobju 1934-1990 je bil Steyr del konglomerata Steyr-Daimler-Puch. Leta 1996 ga je prevzel ameriški Case Corporation, ki je sam od leta 1999 del skupine CNH Global.